# DAF 1700/1900/2100/2300/2500/2700
DAF 1600/1700/1900/2000/2100/2300/2500/2700 — семейство среднетоннажных грузовых автомобилей, выпускавшихся нидерландской компанией DAF Trucks в период с 1970 по 1995 год.

## F218
В 1970 году компания DAF Trucks представила грузовики DAF F1600 и F2000 (заводской индекс F218) с 6 цилиндровым рядным дизельным двигателем 8,25 л DHx 825 мощностью 163—218 л. с.
В 1972 году дебютировало семейство DAF F2200 с двигателями 8,25 л DHx 825 мощностью 180—230 л. с.

## F198
В 1972 году дебютировали среднетоннажники DAF F1200 с дизельным двигателем 4,77 л мощностью 100 л. с. и DAF F1400 (заводской индекс F198) с дизельным двигателем 5,76 л DD575 110 л. с. (заводской индекс F198). В 1975 году на их смену пришли среднетоннажники DAF F500-F1500.

## F220
В 1976 году дебютировала модель DAF F2300 (заводской индекс F220), которая получила внешний вид от DAF 2800 и пришла на смену модели DAF F2200. Позднее дебютировали более лёгкие грузовики DAF F1600, 1800 и 2100.
В 1982 году дебютировала модель DAF F2500.

### Фейслифтинг
В 1987 году автомобили получили кабину с новым оформлением передней части в стиле DAF 95. На автомобили DAF 1700/1900/2100/2300/2500/2700 устанавливали двигатели мощностью 168—272 л. с. (некоторые — с системой промежуточного охлаждения воздуха ATI (Advanced Turbo Interceding) второго поколения).